# الأردن في بطولة العالم للألعاب المائية 2011

علم الأردن

الأردن شارك في بطولة العالم للألعاب المائية 2011 في شنغهاي، الصين بين 16 و 31 يوليو 2011.

## السباحة
تأهل الأردن 3 سباحين.
الرجال
| الرياضي     | الفعالية           | التصفيات | التصفيات | الدور نصف النهائي | الدور نصف النهائي | النهائي  | النهائي  |
| الرياضي     | الفعالية           | الزمن    | الترتيب  | الزمن             | الترتيب           | الزمن    | الترتيب  |
| ----------- | ------------------ | -------- | -------- | ----------------- | ----------------- | -------- | -------- |
| كريم عناب   | 50 متر حرة للرجال  | 24.35    | 52       | لم يتأهل          | لم يتأهل          | لم يتأهل | لم يتأهل |
| كريم عناب   | 100 متر حرة للرجال | 53.92    | 69       | لم يتأهل          | لم يتأهل          | لم يتأهل | لم يتأهل |
| عويس معايعة | 100 متر ظهر للرجال | 1:00.64  | 48       | لم يتأهل          | لم يتأهل          | لم يتأهل | لم يتأهل |
| عويس معايعة | 200 متر ظهر للرجال | 2:12.22  | 30       | لم يتأهل          | لم يتأهل          | لم يتأهل | لم يتأهل |

النساء
| الرياضية      | الفعالية            | التصفيات | التصفيات | الدور نصف النهائي | الدور نصف النهائي | النهائي  | النهائي  |
| الرياضية      | الفعالية            | الزمن    | الترتيب  | الزمن             | الترتيب           | الزمن    | الترتيب  |
| ------------- | ------------------- | -------- | -------- | ----------------- | ----------------- | -------- | -------- |
| تاليتا باقلاه | 50 متر حرة للنساء   | 27.71    | 46       | لم تتأهل          | لم تتأهل          | لم تتأهل | لم تتأهل |
| تاليتا باقلاه | 50 متر فراشة للنساء | 29.16    | 35       | لم تتأهل          | لم تتأهل          | لم تتأهل | لم تتأهل |